# Атшан
Атшан — газове родовище на заході Лівії неподалік кордону з Алжиром, за 200 км на південь від одного з головних лівійських газових родовищ Аль-Вафа.

## Характеристика
Сідловина Атшан, яка з'єднує басейни Гадамес на півночі та Мурзук на півдні, в 1950-х роках стала місцем першого відкриття покладів вуглеводнів у Лівії. Згодом тут виявили газове родовище з геологічними запасами 30 млрд м3 та видобувними 25 млрд м3. Поклади пов'язані з девонською формацією Awaynat Wanin та формацією Marar, яка відноситься до кам'яновугільного періоду.
У 2003 році права на дорозвідку та розробку родовища Атшан отримала австралійська компанія Woodside. Внаслідок проведених робіт вона додатково виявила на ліцензійній території ряд газових родовищ (розвідувальні свердловини A1-NC210, B1-NC210, C1-NC210, F1-NC210 з результатами на тестуванні 0,15—0,3 млн м3 на добу), проте станом на середину 2010-х років подальших робіт з розвитку газовидобувного району не відбулось.